# Winter Place
Winter Place es un complejo histórico de dos casas unidas y tres dependencias en la ciudad de Montgomery, la capital del estado de Alabama (Estados Unidos).

## Descripción e historia

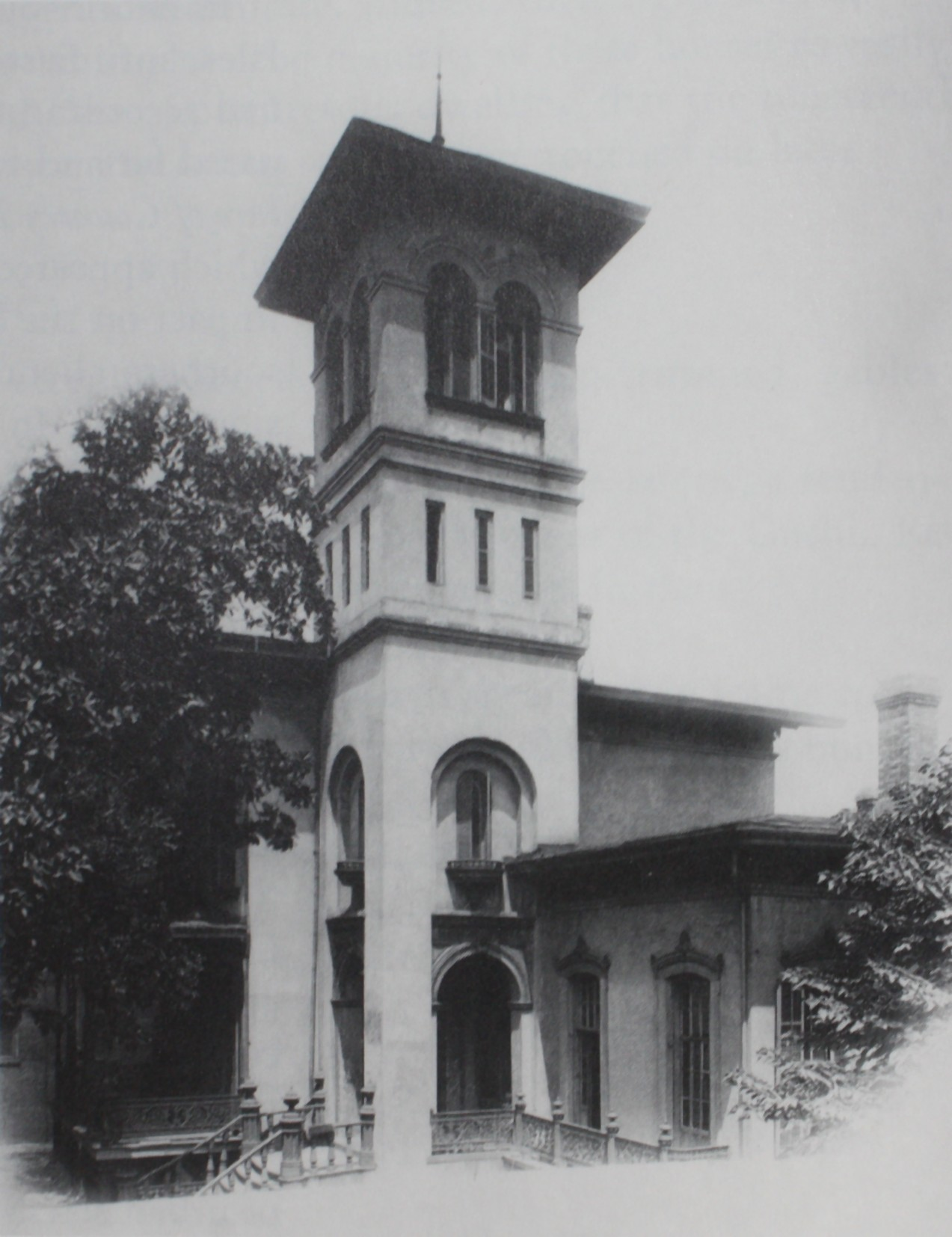
La primera casa de Joseph Winter en Montgomery, diseñada por Samuel Sloan en 1851

Los edificios se construyeron desde la década de 1850 hasta la de 1870. La casa norte de estilo italianizante, fue construida en la década de 1850 y fue el hogar de la familia Joseph S. Winter. La Casa Sur es de estilo Segundo Imperio, se construyó en la década de 1870 y fue el hogar de la hija de Winter, Sally Gindrat Winter Thorington, y su esposo, Robert D. Thorington. La primera casa de Joseph S. Winter en Montgomery fue diseñada por Samuel Sloan en 1851 y los historiadores de la arquitectura creen que Sloan diseñó Winter Place también. 
Tras varias décadas de negligencia, la propiedad fue incluida en la lista de Lugares en Peligro de la Comisión Histórica de Alabama Fue comprado en 2006 por Craig Drescher, quien intentó estabilizar y restaurar las estructuras. El complejo fue agregado al Registro de Monumentos y Patrimonio de Alabama el 29 de septiembre de 2005 y al Registro Nacional de Lugares Históricos el 31 de mayo de 2006.